# Új-kaledóniai szultántyúk
Az új-kaledónai szultántyúk (Porphyrio kukwiedei) a madarak osztályának darualakúak (Gruiformes) rendjébe, a guvatfélék (Rallidae) családjába tartozó, mára kihalt faj.
Ez Új-Kaledónia egyik endemikus faja volt. Az élőhely elvesztése miatt kihalt ez a faj.

## Kihalása
Csak szubfoszilis maradványokból lehet tudni róla, és nem ismeretes, hogy mikor pusztult ki. Azonban egy 1860-ban kelt cikk pulyka méretű madarakról számolt be, melyek új-kaledónai mocsaras vidékein fordultak elő. Ebből arra lehet következtetni, hogy még nem is olyan rég is lehetett velük találkozni. Sokan úgy gondolják, hogy a n'dino név is erre a madárra utal.